# Camilla George

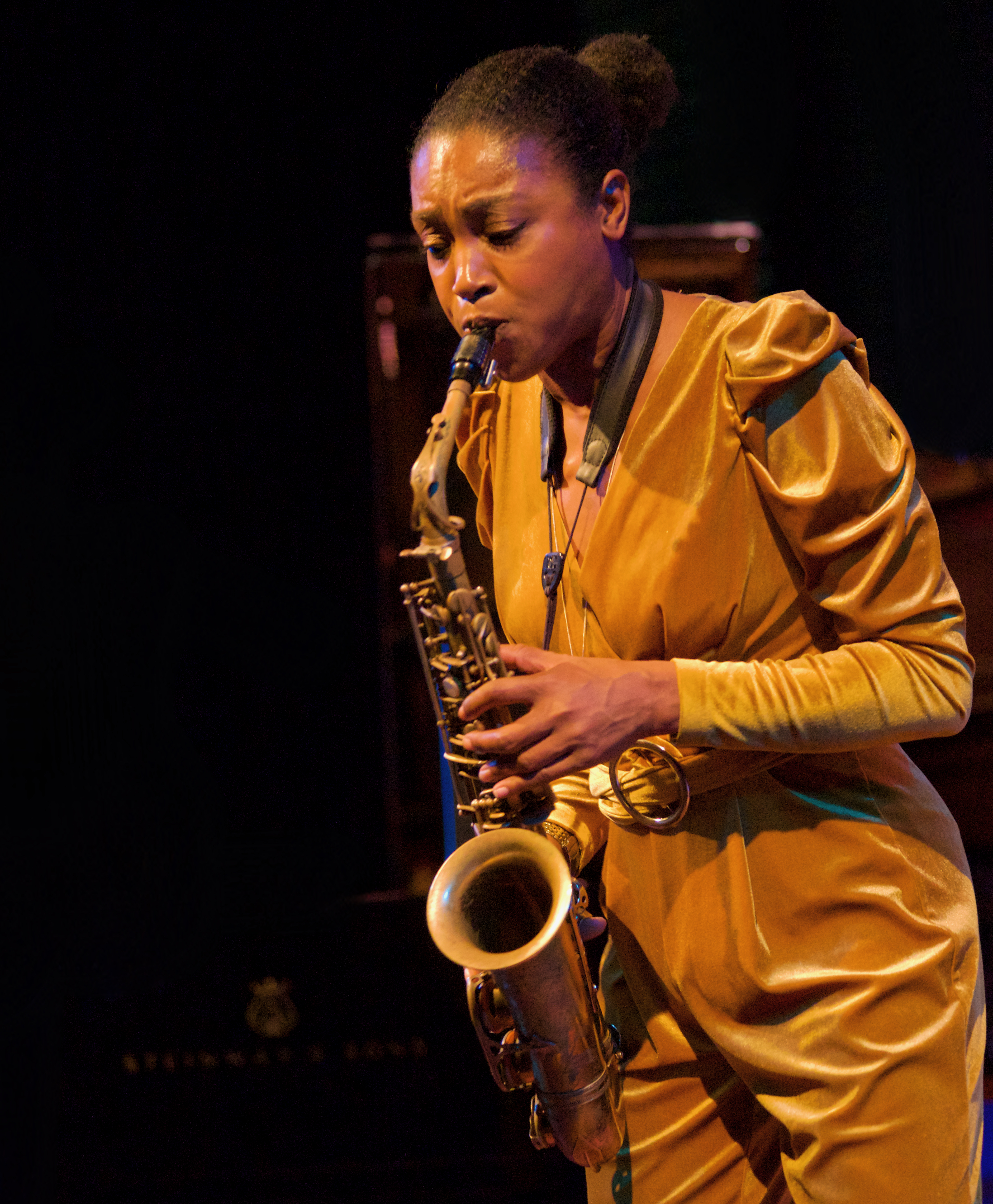
Camilla George 2022

Camilla George (* 1988 in Eket) ist eine nigerianische Jazzmusikerin (Saxophon, Komposition), die in London lebt und an der Fusion von Jazz und westafrikanischer Musik arbeitet.

## Leben und Wirken
George, die von klein auf mit den Klängen von Fela Kuti und Jazz aufwuchs, begann im Alter von elf Jahren Saxophon zu spielen, nachdem sie Musikunterricht gewonnen hatte. In Großbritannien studierte sie am Trinity College of Music bei Jean Toussaint, Tony Kofi, Christian Brewer, Julian Siegel und Martin Speake. Im Jahr 2012 schloss sie ihr Jazzstudium mit einem Master ab und erhielt zudem das Archer-Stipendium für herausragende Leistungen.
George hat bereits seit 2004 sowohl mit den Tomorrows Warriors zusammengearbeitet, wo sie auch Workshops für jüngere Musiker gab, als auch mit dem Nu Civilisation Orchestra zusammengearbeitet, mit dem sie auch in der Queen Elizabeth Hall spielte. 2009 wurde sie Mitglied der Band Jazz Jamaica, mit der sie auch mit Ernest Ranglin musizierte, 2013 für den MOBO-Preis für Jazz-Performance  nominiert wurde und häufiger im Ronnie Scott’s Jazz Club auftrat. Auch gehörte sie zu den Venus Warriors, die Courtney Pine 2014 als Frauenband initiierte. 
Mit ihrem eigenen Camilla George Quartett trat sie regelmäßig in den Top-Jazzlokalen Londons auf. Sie veröffentlichte 2015 ihre EP Lunacity und Anfang 2017 ihr Debütalbum Isang (Ubuntu Music), beide mit großem Erfolg. Ihr Nachfolgealbum The People Could Fly, das im September 2018 mit den Gästen Omar und Shirley Tetteh bei Ubuntu Music erschien, wurde mit 4 Sternen in der Financial Times und bei Jazzwise hervorgehoben. 2022 erschien ihr drittes Studioalbum Ibio-Ibio, das neben Jazz auch Hip-Hop- und Soul-Einflüsse sowohl afrikanische Musik aufnimmt. Mit ihrer Band trat sie 2023 auch bei Elbjazz auf.
George ist auch auf Produktionen von Zara McFarlane und Yazz Ahmed zu hören.